# Hippocampus denise
Espèce
Statut de conservation UICN

 DD  : Données insuffisantes
Statut CITES
Hippocampus denise, communément nommé hippocampe pygmée grêle, hippocampe pygmée jaune ou hippocampe pygmée de Denise, est une espèce de syngnathes de la sous-famille des hippocampes natif du centre du bassin Indo-Pacifique.

## Description
L’hippocampe pygmée de Denise est un poisson de petite taille qui peut atteindre une longueur maximale de 2,4 cm, ce qui fait de lui un des plus petits représentants des hippocampes,.
Cet hippocampe pygmée possède un museau court et un corps fin doté d'une queue préhensile. Son corps est soit entièrement lisse, soit muni de quelques excroissances bulbeuses ; ces dernières sont néanmoins moins nombreuses et moins développées que chez Hippocampus bargibanti. Sa coloration va du jaune, plus ou moins vif, à l'orange avec souvent de petits points sombres et parfois des bandes plus sombres au niveau de la queue.

## Distribution et habitat
L’hippocampe pygmée grêle est présent dans les eaux tropicales du centre du Bassin Indo-Pacifique, soit de l'Indonésie aux Philippines jusqu'en Nouvelle-Calédonie,,.
L’hippocampe pygmée jaune vit de préférence entre 13 et 100 mètres de profondeur dans différents types de gorgones comme celles du genre Annella et  Muricella,.

## Biologie
L'Hippocampe pygmée grêle a un régime alimentaire carnivore et se nourrit de petits crustacés, d’œufs de poissons dérivants ainsi que d'autres organismes planctoniques. Il est ovovivipare et c'est le mâle qui couve les œufs dans sa poche incubatrice ventrale. Cette dernière comporte des villosités riches en capillaires qui entourent chaque œuf fécondé, créant une sorte de placenta alimentant les embryons. Parvenus à terme, les petits seront expulsés de la poche et évolueront de manière totalement autonome.

## Étymologie
Son nom spécifique, denise, lui a été donné en l'honneur de Denise Tackett, photographe professionnelle ayant participé au Project Seahorse, et qui a été la première à apporter cette espèce aux auteurs à plusieurs occasions. Elle a également passé des centaines d'heures en plongée à observer le comportement des hippocampes pygmées et, en particulier, Hippocampus bargibanti. Cet épithète fait également allusion à Dionysos, le dieu de la vigne, du vin et de ses excès, de la folie et la démesure, cette espèce étant beaucoup plus active que ne peut l'être, en comparaison, Hippocampus bargibanti.

## Statut de conservation
Cette espèce est relativement peu répandue et peu de données relatives à la population et à sa réelle répartition existent. Du fait de ce manque d'information ainsi que de la rareté de l'espèce, cette dernière est considérée comme « Data Deficient » sur la liste rouge de l'IUCN.
Au niveau international, elle est également inscrite à l'Annexe II de la Convention sur le commerce international des espèces de faune et de flore sauvages menacées d'extinction (CITES) ; cela signifie qu'elle est sur la liste des espèces qui ne sont pas nécessairement menacées d'extinction mais dont le commerce des spécimens doit être règlementé pour éviter une exploitation incompatible avec leur survie.

## Publication originale
- (en) Lourie & Randall, 2003 : A new pygmy seahorse, Hippocampus denise (Teleostei: Syngnathidae), from the Indo-Pacific. Zoological Studies, vol. 42, n. 2, p. 284-291[6] (texte intégral).